# Huyện Magura
Magura là một huyện thuộc division Khulna, Bangladesh. Huyện này có diện tích 1049 km², dân số năm 2002 là 811160 người, mật độ dân số là 773 người/km².